# 按院胡同
按院胡同，是位于北京市西城区中部的一条胡同。现已无存。

## 简介
按院胡同为东西走向，东到太平桥大街，东口斜对着小口袋胡同，西到复兴门北顺城街。全长475米，平均宽5米。明朝称“巡按察院胡同”，因为巡按察院衙署在胡同内而得名。清朝称“按院胡同”。1990年代到2000年代拆除，兴建北京市第八中学、盈泰中心、中国移动集团公司大楼。
1926年，吴宓迁居按院胡同65号（老门牌），和林损同住。1928年，吴宓从按院胡同迁居东城南月牙胡同。中华人民共和国初期，邵燕祥和几个进步青年曾在按院胡同西口办文艺杂志。中华人民共和国时期，按院胡同路北曾有南汉宸的住宅，文革后期变成江华的住宅。按院胡同西口路北的大宅院，中华人民共和国初期董必武曾居住，董必武之后是薄一波，文革中是姚文元。